# Estagrotis cuprea
Estagrotis cuprea là một loài bướm đêm trong họ Noctuidae.